# Senta Cecília d'Andòrge
Senta Cecília d'Andòrge (en francès Sainte-Cécile-d'Andorge) és un municipi francès situat al departament del Gard i a la regió d'Occitània.